# プロトニタゼン
プロトニタゼン（英：Protonitazene）は、強力なオピオイド作用を持つベンゾイミダゾール誘導体であり、2019年以降、デザイナードラッグとしてインターネット上で販売されており、ヨーロッパ各国、カナダ、アメリカ合衆国、オーストラリアでも確認されている。薬物の過剰摂取につながる事例も多く、アメリカ合衆国ではスケジュールI薬物である。
モルヒネの代替薬として1950年代にスイスの製薬会社により開発されたが、重篤な副作用のために採用されることはなかった。